# Густаф Ліндблом
Густаф Ліндблом (швед. Gustaf Lindblom; нар. 3 грудня 1891 — пом. 26 квітня 1960) — шведський легкоатлет, який спеціалізувався в потрійному стрибку.

## Із життєпису
Олімпійський чемпіон з потрійного стрибку (1912).
Чемпіон Швеції з потрійного стрибку (1912).
По закінченні спортивної кар'єри очолював збірну Швеції з боксу на чемпіонаті Європи (1925), був генеральним секретарем Федерації боксу Швеції (1921—1929, 1932—1935) та промоутером і менеджером боксерів. Багато працював у спортивній журналістиці — журналіст газети «Nordiskt Idrottslif» (1913—1915), головний редактор газети «Idrottsbladet» (1915—1934), генеральний секретар Спілки спортивних журналістів Швеції (1922—1934).